# Carolina Robles
Carolina Robles Campos (Sevilla, 4 de diciembre de 1991) es una atleta española especializada en 3000 m obstáculos. Ha representado a España en Juegos Olímpicos, Campeonatos Mundiales y Campeonatos Europeos.

## Trayectoria
Carolina Robles debutó como internacional española en los Juegos Olímpicos de Tokio 2020, donde disputó la final tras haber sido recalificada tras verse perjudicada por la caída de una rival en las series.
En 2022 consiguió, pese a sufrir otra caída en las series, alcanzar la final del Campeonato de Europa, donde acabó undécima.
En 2024 consiguió su primera plaza de finalista en una gran competición internacional, al terminar octava en el Campeonato de Europa, mejorando su marca personal. Unas semanas después batió la mejor marca española de los 2000 m obstáculos en una carrera disputada en Poznan, con un tiempo de 6:06.21. Después tomó parte en los Juegos Olímpicos de París, donde, pese a rozar su mejor marca personal, no logró clasificarse para la final.
Carolina Robles tiene una escuela de atletismo en Dos Hermanas donde entrena a más de cien niños y adultos.

## Competiciones internacionales
| Representando a España \| Año \| Competición \| Sede \| Puesto \| Prueba \| Marca \| \| ---- \| ------------------------- \| -------- \| --------- \| ----------------- \| ------- \| \| 2021 \| Juegos Olímpicos \| Tokio \| 14.ª \| 3000 m obstáculos \| 9:50.96 \| \| 2022 \| Campeonato Iberoamericano \| La Nucía \| 6.ª \| 3000 m obstáculos \| 9:54.13 \| \| 2022 \| Campeonato del Mundo \| Eugene \| 26.ª (s.) \| 3000 m obstáculos \| 9:28.24 \| \| 2022 \| Campeonato de Europa \| Múnich \| 11.ª \| 3000 m obstáculos \| 9:38.96 \| \| 2023 \| Campeonato del Mundo \| Budapest \| 26.ª (s.) \| 3000 m obstáculos \| 9:34.41 \| \| 2024 \| Campeonato de Europa \| Roma \| 8.ª \| 3000 m obstáculos \| 9:23.75 \| \| 2024 \| Juegos Olímpicos \| París \| 19.ª (s.) \| 3000 m obstáculos \| 9:22.48 \| | Representando a España \| Año \| Competición \| Sede \| Puesto \| Prueba \| Marca \| \| ---- \| ------------------------- \| -------- \| --------- \| ----------------- \| ------- \| \| 2021 \| Juegos Olímpicos \| Tokio \| 14.ª \| 3000 m obstáculos \| 9:50.96 \| \| 2022 \| Campeonato Iberoamericano \| La Nucía \| 6.ª \| 3000 m obstáculos \| 9:54.13 \| \| 2022 \| Campeonato del Mundo \| Eugene \| 26.ª (s.) \| 3000 m obstáculos \| 9:28.24 \| \| 2022 \| Campeonato de Europa \| Múnich \| 11.ª \| 3000 m obstáculos \| 9:38.96 \| \| 2023 \| Campeonato del Mundo \| Budapest \| 26.ª (s.) \| 3000 m obstáculos \| 9:34.41 \| \| 2024 \| Campeonato de Europa \| Roma \| 8.ª \| 3000 m obstáculos \| 9:23.75 \| \| 2024 \| Juegos Olímpicos \| París \| 19.ª (s.) \| 3000 m obstáculos \| 9:22.48 \| | Representando a España \| Año \| Competición \| Sede \| Puesto \| Prueba \| Marca \| \| ---- \| ------------------------- \| -------- \| --------- \| ----------------- \| ------- \| \| 2021 \| Juegos Olímpicos \| Tokio \| 14.ª \| 3000 m obstáculos \| 9:50.96 \| \| 2022 \| Campeonato Iberoamericano \| La Nucía \| 6.ª \| 3000 m obstáculos \| 9:54.13 \| \| 2022 \| Campeonato del Mundo \| Eugene \| 26.ª (s.) \| 3000 m obstáculos \| 9:28.24 \| \| 2022 \| Campeonato de Europa \| Múnich \| 11.ª \| 3000 m obstáculos \| 9:38.96 \| \| 2023 \| Campeonato del Mundo \| Budapest \| 26.ª (s.) \| 3000 m obstáculos \| 9:34.41 \| \| 2024 \| Campeonato de Europa \| Roma \| 8.ª \| 3000 m obstáculos \| 9:23.75 \| \| 2024 \| Juegos Olímpicos \| París \| 19.ª (s.) \| 3000 m obstáculos \| 9:22.48 \| | Representando a España \| Año \| Competición \| Sede \| Puesto \| Prueba \| Marca \| \| ---- \| ------------------------- \| -------- \| --------- \| ----------------- \| ------- \| \| 2021 \| Juegos Olímpicos \| Tokio \| 14.ª \| 3000 m obstáculos \| 9:50.96 \| \| 2022 \| Campeonato Iberoamericano \| La Nucía \| 6.ª \| 3000 m obstáculos \| 9:54.13 \| \| 2022 \| Campeonato del Mundo \| Eugene \| 26.ª (s.) \| 3000 m obstáculos \| 9:28.24 \| \| 2022 \| Campeonato de Europa \| Múnich \| 11.ª \| 3000 m obstáculos \| 9:38.96 \| \| 2023 \| Campeonato del Mundo \| Budapest \| 26.ª (s.) \| 3000 m obstáculos \| 9:34.41 \| \| 2024 \| Campeonato de Europa \| Roma \| 8.ª \| 3000 m obstáculos \| 9:23.75 \| \| 2024 \| Juegos Olímpicos \| París \| 19.ª (s.) \| 3000 m obstáculos \| 9:22.48 \| | Representando a España \| Año \| Competición \| Sede \| Puesto \| Prueba \| Marca \| \| ---- \| ------------------------- \| -------- \| --------- \| ----------------- \| ------- \| \| 2021 \| Juegos Olímpicos \| Tokio \| 14.ª \| 3000 m obstáculos \| 9:50.96 \| \| 2022 \| Campeonato Iberoamericano \| La Nucía \| 6.ª \| 3000 m obstáculos \| 9:54.13 \| \| 2022 \| Campeonato del Mundo \| Eugene \| 26.ª (s.) \| 3000 m obstáculos \| 9:28.24 \| \| 2022 \| Campeonato de Europa \| Múnich \| 11.ª \| 3000 m obstáculos \| 9:38.96 \| \| 2023 \| Campeonato del Mundo \| Budapest \| 26.ª (s.) \| 3000 m obstáculos \| 9:34.41 \| \| 2024 \| Campeonato de Europa \| Roma \| 8.ª \| 3000 m obstáculos \| 9:23.75 \| \| 2024 \| Juegos Olímpicos \| París \| 19.ª (s.) \| 3000 m obstáculos \| 9:22.48 \| | Representando a España \| Año \| Competición \| Sede \| Puesto \| Prueba \| Marca \| \| ---- \| ------------------------- \| -------- \| --------- \| ----------------- \| ------- \| \| 2021 \| Juegos Olímpicos \| Tokio \| 14.ª \| 3000 m obstáculos \| 9:50.96 \| \| 2022 \| Campeonato Iberoamericano \| La Nucía \| 6.ª \| 3000 m obstáculos \| 9:54.13 \| \| 2022 \| Campeonato del Mundo \| Eugene \| 26.ª (s.) \| 3000 m obstáculos \| 9:28.24 \| \| 2022 \| Campeonato de Europa \| Múnich \| 11.ª \| 3000 m obstáculos \| 9:38.96 \| \| 2023 \| Campeonato del Mundo \| Budapest \| 26.ª (s.) \| 3000 m obstáculos \| 9:34.41 \| \| 2024 \| Campeonato de Europa \| Roma \| 8.ª \| 3000 m obstáculos \| 9:23.75 \| \| 2024 \| Juegos Olímpicos \| París \| 19.ª (s.) \| 3000 m obstáculos \| 9:22.48 \| |
| Año | Competición | Sede | Puesto | Prueba | Marca |
| --- | --- | --- | --- | --- | --- |
| 2021 | Juegos Olímpicos | Tokio | 14.ª | 3000 m obstáculos | 9:50.96 |
| 2022 | Campeonato Iberoamericano | La Nucía | 6.ª | 3000 m obstáculos | 9:54.13 |
| 2022 | Campeonato del Mundo | Eugene | 26.ª (s.) | 3000 m obstáculos | 9:28.24 |
| 2022 | Campeonato de Europa | Múnich | 11.ª | 3000 m obstáculos | 9:38.96 |
| 2023 | Campeonato del Mundo | Budapest | 26.ª (s.) | 3000 m obstáculos | 9:34.41 |
| 2024 | Campeonato de Europa | Roma | 8.ª | 3000 m obstáculos | 9:23.75 |
| 2024 | Juegos Olímpicos | París | 19.ª (s.) | 3000 m obstáculos | 9:22.48 |